# Madame Pompey
Anne Marie Perrotin, dite Madame Pompey, aussi orthographiée Pompée, née à Nancy en 1744 et morte à Saint-Germain-en-Laye en 1829, est une marchande de modes du règne de Louis XVI. Elle tient une boutique de modes à Versailles, où elle fournit la reine et les princesses de la famille royale.
Certains en ont fait la tante de Madame Eloffe à qui elle aurait cédé sa boutique. Il n'existe cependant aucun lien familial entre les deux femmes.
Mme Pompey cède sa boutique de modes de Versailles à Jean Charles Eloffe, époux d'Adélaïde Henriette Damoville, et Adrien Le Cointe, neveu par alliance de M. Pompey, et non pas à Mme Eloffe.